# باد اوین‌هاوزن
شهر باد اوین‌هاوزن در ایالت نوردراین-وستفالن در کشور آلمان واقع شده است.